# Duch roju
Duch roju (hiszp. El espíritu de la colmena) – hiszpański dramat psychologiczny z 1973 roku w reżyserii Víctora Erice. Zdjęcia kręcono w wiosce Hoyuelos (prowincja Segowia).

## Opis fabuły
Debiutanckie dzieło Erice opowiada historię dziewczynki Any (Ana Torrent), która będąc pod wpływem seansu Frankensteina w 1940 roku, pragnie pewnego dnia odnaleźć potwora z filmu. Pewnego razu Ana napotyka jednego z nielicznych ocalałych żołnierzy republikańskich, który ukrywa się po klęsce w hiszpańskiej wojnie domowej.

## O filmie
Duch roju był odczytywany jako alegoria frankistowskiej Hiszpanii tuż po zwycięstwie faszystów w wojnie domowej. Do tych interpretacji skłaniała między innymi osoba ojca Any, zagorzałego frankisty, którego pasją jest hodowla ula posłusznych pszczół. Film analizowano również w kategoriach autotematycznych, reprezentowanych przez kinofilię zafascynowanej Frankensteinem Any.
Duch roju zdobył główną nagrodę Złotej Muszli na MFF w San Sebastián, a odtwarzająca dziewczynkę Ana Torrent zagrała później podobną rolę w Nakarmić kruki (1976) Carlosa Saury.